# Giorgi Chkoidze
Pas d'image ? Cliquez ici

a Compétitions nationales et continentales officielles uniquement.

b Matchs officiels uniquement.
Dernière mise à jour le 16 novembre 2022.
Giorgi Chkoidze (en géorgien : გიორგი ჭყოიძე) est un joueur géorgien de rugby à XV évoluant en équipe nationale depuis 2021.

## Biographie
Giorgi Chkoidze fait ses débuts en championnat de Géorgie en 2010, sous les couleurs des Lelo Saracens. Il évolue alors en troisième ligne, et c'est à ce poste qu'il remporte le championnat d'Europe des moins de 19 ans 2010. Capitaine de l'équipe, il ne peut malheureusement participer au trophée junior mondial 2011 organisé à Tbilissi à la suite d'une blessure.
En 2013 et 2014, il est titulaire en tant que numéro 8 lors des deux finales de championnat remportée par les Lelo Saracens face au RC Armia,.
Ses bonnes prestations lui permettent d'intégrer l'équipe de Géorgie XV, appelé alors Growing Georgia, lors d'une tournée de la sélection des Comtés d'Angleterre.
L'année suivante, il n'est que remplaçant lors de la troisième finale d'affilée remportée par son équipe, et participe de nouveau aux matchs de la Géorgie XV l'été.
La saison suivante, il quitte son poste de troisième ligne pour devenir talonneur. Il s'installe alors comme titulaire au poste, et remporte un quatrième titre consécutif avec les Lelo. Son changement de poste intéresse grandement la sélection géorgienne, et il est intégré à l'effectif des tests de fin d'année en 2016, mais il ne participe à aucun match.
Après avoir été nommé dans le XV type de la saison 2015-2016 du championnat de Géorgie, il connaît sa première sélection face à la Belgique  début 2017.
À l'intersaison 2017, il quitte les Lelo Saracens pour rejoindre le RC Jiki, champion en titre. L'été il part en tournée en Océanie avec la sélection géorgienne. À l'intersaison, il retourne finalement aux Lelo Saracens, après seulement un an avec le Jiki.
En 2019, il participe à la préparation à la coupe du monde, mais n'est pas retenu dans le groupe final.
L'année suivante il quitte la Géorgie pour rejoindre la Russie et le Lokomotiv Penza, tout en obtenant plus de temps de jeu en sélection nationale. Il participe en fin de saison à la coupe d'automne des nations.

## Palmarès
- championnat d'Europe des moins de 19 ans 2010
- championnat de Géorgie 2013, 2014, 2015, 2016
- Championnat international d'Europe de rugby à XV 2018, 2019, 2020

## Statistiques

### En sélection
| Année | Compétition                      | Matchs | Points | Essais | Transf. | Drops | Pénal. |
| ----- | -------------------------------- | ------ | ------ | ------ | ------- | ----- | ------ |
| 2017  | REC                              | 2      | -      | -      | -       | -     | -      |
| 2018  | REC                              | 1      | -      | -      | -       | -     | -      |
| 2018  | Test                             | 1      | -      | -      | -       | -     | -      |
| 2018  | Pacific Nations Cup 2018         | 1      | -      | -      | -       | -     | -      |
| 2019  | REC                              | 1      | -      | -      | -       | -     | -      |
| 2019  | Test                             | 1      | -      | -      | -       | -     | -      |
| 2020  | REC                              | 4      | 5      | 1      | -       | -     | -      |
| 2020  | Coupe d'automne des nations 2020 | 2      | -      | -      | -       | -     | -      |
| 2021  | REC 2020                         | 1      | -      | -      | -       | -     | -      |
| 2021  | REC 2021                         | 2      | -      | -      | -       | -     | -      |
| Total | Total                            | 16     | 5      | 1      | -       | -     | -      |